# Jasper Cillessen
Jasper Cillessen (født 22. april 1989 i Nijmegen, Holland) er en hollandsk fodboldspiller (målmand). Han spiller hos NEC Nijmegen i Holland, som han har repræsenteret siden 2025. 
Med Barcelona har Cillessen vundet Copa del Rey-pokalen i sæsonen 2016-17.

## Landshold
Cillessen står (pr. juni 2014) noteret for syv kampe for Hollands landshold, som han debuterede for 7. juni 2013 i en venskabskamp mod Indonesien. Han var en del af den hollandske trup til VM i 2014 i Brasilien hvor det blev til Bronze.

## Titler
Æresdivisionen
- 2012, 2013 og 2014 med Ajax

Hollands Super Cup
- 2013 med Ajax